# TNA Plus
TNA Plus (estilizado como TNA+) (anteriormente conocido como IMPACT Plus) es un servicio de video bajo demanda de suscripción digital multiplataforma, propiedad de Anthem Wrestling Exhibitions, la empresa matriz de Impact Wrestling. La plataforma reemplazó a Global Wrestling Network (GWN) y ofrece servicios que no estaban disponibles anteriormente en GWN, en particular eventos premium mensuales en vivo. La plataforma utilizó la tecnología y el ecosistema de Brightcove, un proveedor de soluciones de monetización de video y gestión de la nube.

## Historia
El primer servicio para transmitir contenido a pedido de Total Nonstop Action Wrestling (TNA) ocurrió en 2009, cuando la compañía lanzó su propio 'TNA Video Vault'. El servicio cambió su nombre a 'TNA On Demand' en 2010 y finalizó a principios de 2013. La compañía también lanzó el canal de YouTube 'TNA Wrestling Plus', donde los usuarios podrían alquilar eventos PPV y documentales lanzados anteriormente en DVD.
A principios de 2017, Anthem lanzó el servicio 'Total Access TNA' (más tarde renombrado como 'Total Access Impact') originalmente para usuarios del Reino Unido después de que el contrato de transmisión de TNA de Challenge TV hubiera expirado.
En junio de 2017, el vicepresidente ejecutivo de Anthem Sports and Entertainment, Ed Nordholm, le dijo a The Tennessean que la compañía, una vez conocida como TNA, había cambiado de marca. Como parte de la expansión de la marca, Nordholm dijo que había estado planeando un servicio On Demand que aprovecharía la biblioteca de videos de TNA. El Tennessean notó que la biblioteca era valiosa ya que TNA había firmado previamente a muchos luchadores legendarios y varios luchadores que aparecieron en TNA más tarde firmaron con WWE.
En el momento del cambio de marca, la compañía recibió el nombre de Impact Wrestling por su programa estrella y asumió el nombre de  Global force Wrestling (GFW). En octubre de 2017, Jeff Jarrett dejó la compañía y la compañía volvió a usar el nombre de Impact Wrestling, ya que Jarrett era el propietario de los derechos de GFW. El nombre de Global Wrestling Network (GWN) había sido influenciado por su conexión a GFW.
El lanzamiento de GWN se insinuó en Impact!, hasta que un anuncio en el episodio del 31 de agosto de 2017 reveló un lanzamiento planeado en septiembre. Nordholm apareció en Wrestling Observer Radio el 9 de septiembre y declaró que el objetivo de la red era Ser una marca alternativa a la red de la WWE llamada WWE Network. La red se activó temporalmente el 12 de septiembre de 2017 mientras se estaba ajustando la infraestructura, pero se eliminó para el día siguiente.
Global Wrestling Network se lanzó oficialmente el 10 de octubre de 2017. Se ofreció un período de prueba gratuito de 30 días en el lanzamiento. El servicio ofrece contenido gratuito para suscriptores junto con un servicio de contenido premium por $ 7.99 USD en todos los territorios disponibles. Más de 1,000 horas de contenido de las bibliotecas de Impact Wrestling están disponibles para los suscriptores, pero la red también incluye bibliotecas de cintas de Fight Network, Border City Wrestling, Wrestling at the Chase y otras fuentes.
En noviembre de 2017, el contenido de varias promociones independientes como WrestleCade, Rocky Mountain Pro, DEFY Wrestling y Future Stars of Wrestling se agregaron a GWN.
El 14 de agosto de 2018, Jeff Jarrett y su compañía Global Force Entertainment anunciaron que había presentado una demanda contra Anthem Sports & Entertainment, empresa matriz de Impact Wrestling en el Tribunal de Distrito de Tennessee, por infracción de derechos de autor sobre los derechos de GFW, ya que Jarrett era el propietario de todo propiedades desde su creación en 2014. Si la demanda de Jarrett tiene éxito, Impact tendría que suspender de inmediato las operaciones de su servicio de suscripción de transmisión bajo su nombre actual.
El 28 de abril de 2019, durante el pago por visión de Rebellion, Impact anunció el lanzamiento de su nuevo servicio de transmisión premium, Impact Plus, que reemplazarpía a Global Wrestling Network.
El 11 de julio de 2022, Impact Wrestling desde su página oficial anunció que comenzaría a añadir semanalmente nuevos episodios de su programa Impact! cada jueves; estos se entregarían en tandas de carácter mensual hasta complementar todos los episodios hasta diciembre de 2013.

## Programación

### TNA/Impact

#### Contenido
- Todos los Eventos PPV de Impact Wrestling (Excepto los más recientes, los que son transmitidos por FITE TV)
- Algunos eventos One Night Only (todos los de 2013; 2015; 2017; 2018 y 2019 (algunos de 2014 y 2016).
- Todos los episodios de TNA British Boot Camp
- Todos los episodios PPV semanales The Asylum Years
- Algunos episodios de Impact! (todos los de 2004,;2005; 2006; 2007; 2008; 2009; 2010; 2011; 2012; 2013; 2017 - presente) (algunos de 2014; 2015 y 2016)
- Algunos episodios de Impact! Xplosion (todo 2018 y 2019, algunos 2016–2017)
- Algunos episodios de TNA Legends
- Algunos episodios de TNA Unfinished Business
- Algunos episodios de TNA's Greatest Matches
- Algunos episodios de TNA Epics
- Todos los episodios de Inside Impact
- Todos los episodios de IMPACT Twitch Specials
- Impact in 60
- Classic Compilations
- Hidden Gems
- Exclusive Events (Eventos mensuales transmitidos en línea desde la plataforma)

Source:

### Otros

#### Classic wrestling (luchas clásicas)
- Los 12 volúmenes de Wrestling at the Chase
- Pro Wrestling Superstars[24]

#### Empresas Indy de Wrestling
- AML wrestling
- Border City Wrestling
- Future Stars of Wrestling
- Smash Wrestling
- Superkick'd
- PCW UK
- Select episodes of Rocky Mountain Pro
- DEFY Wrestling
- Destiny World Wrestling
- RISE Wrestling
- World Series Wrestling
- WrestleCade
- WrestlePro

Source:

#### Documentales
- Fight Network
  - Live Audio Wrestling
  - Bret Hart: Survival of the Hitman